# .cm
.cm is het achtervoegsel van domeinen van websites uit Kameroen.
In 2006 werd bekend dat de domeinextensie .cm werd gebruikt om verkeerd ingevoerde .com domeinnamen om te leiden naar een advertentiesite.